# Pittsburgh Ironmen
Pittsburgh Ironmen war der Name eines US-amerikanischen Basketballfranchise aus Pittsburgh, Pennsylvania, das in der Saison 1946/47 in der Basketball Association of America (BAA), der späteren National Basketball Association (NBA), spielte.

## Geschichte
Das Team wurde 1946 in Pittsburgh gegründet und spielte in den Duquesne Gardens. Der Name des Teams bezieht sich auf den College-Basketball der Duquesne University. Zwei Spieler, Ed Milkovich (später Ed Melvin) und Moe Becker, gehörten einem im Madison Square Garden spielenden Team unter Chick Davies an, das dort nur aus fünf Spielern bestand und deswegen Iron Dukes genannt wurde. Bekanntester Spieler ist nach heutigem Verständnis Press Maravich, der Vater von Pete Maravich, der zehn Wochen nach Saisonende zur Welt kam. Press Maravich beendete seine Profikarriere aber nach der Saison und begann, zunächst an der High School und dann am College zu coachen.
Grund dafür war Coach Paul Birch von den Original Celtics, der ein wenig aus der Zeit gefallen war und für den es zum guten Ton gehörte, Wutanfälle vorzutäuschen, rassistische Ausdrücke zu verwenden und Spieler zu beschimpfen, um sie zu Höchstleistungen herauszufordern. Dazu kamen tätliche Auseinandersetzungen mit Schiedsrichtern und gegnerischen Spielern. Als sieggewohnter ehemaliger Spieler der Celtics wird wohl auch Frustration eine Rolle gespielt haben.
Die Ironmen beendeten ihre einzige Saison in der BAA 1946–47 mit einer Statistik von 15 Siegen und 45 Niederlagen. Dabei belegten sie den fünften und letzten Platz in der Western Division.
Darüber hinaus wiesen sie auch die schlechteste Statistik der Liga überhaupt auf. Gemäß den amerikanischen Statistikern Nate Silver und Reuben Fischer-Baum, die ein Elo-Zahl-System zugrunde legten, war dies bisher die schlechteste Saison eines US-amerikanischen Profi-Basketballteams.

## Saisonstatistik
| Saison  | Siege:Niederlagen | Prozent | Play-offs               |
| ------- | ----------------- | ------- | ----------------------- |
| 1946/47 | 15:45             | 25,0    | keine Teilnahme         |
| gesamt  | 15:45             | 25,0    | keine Playoff-Teilnahme |